# Полански, Роман
Рома́н Пола́нски (англ. Roman Polanski, пол. Roman Polański; имя при рождении — Ра́ймунд Роман Тьерри Ли́блинг (пол. Rajmund Roman Thierry Liebling); род. 18 августа 1933, Париж, Франция) — польско-французский кинорежиссёр, сценарист, кинопродюсер и киноактёр.
Родители Полански польско-еврейского происхождения. Они переехали из Парижа в Краков в 1937 году, где после начала Второй мировой войны оказались в Краковском гетто. Во время войны мать и бабушка Поланского погибли в Освенциме, дядя был убит в Бухенвальде. Роману удалось бежать и долгое время он жил в приёмных семьях под другими именами.
Полански работал в Великобритании (1963—1967), США (1968—1976) и Франции (после 1977 года). Свой первый полнометражный фильм «Нож в воде» (1962) он снял в Польше. Фильм получил номинацию на «Оскар» как лучший фильм на иностранном языке. В Великобритании Полански снял три фильма, начиная с «Отвращения» (1965). В 1968 году он переехал в США, где снял фильм ужасов «Ребёнок Розмари», получив за него номинацию на «Оскар» за лучший адаптированный сценарий.
Личная жизнь кинорежиссёра была насыщена трагическими событиями. Переломный момент в жизни Полански произошёл в 1969 году, когда его беременная жена, актриса Шэрон Тейт, была зверски убита членами «семьи Мэнсона». В 1976 году Полански получил французское гражданство. В 1977 году 13-летняя американская фотомодель Саманта Гейли обвинила его в изнасиловании. 31 января 1978 года, не дожидаясь приговора суда, режиссёр бежал из США в Лондон, а затем во Францию, с тех пор американские правоохранительные органы и активистки безуспешно пытаются добиться его экстрадиции из европейских стран.
Часто основными темами в творчестве режиссёра называют насилие, смерть и вуайеризм. Фильмография Полански насчитывает 22 полнометражных фильма. Он является обладателем «Золотой пальмовой ветви» (2002) в Каннах, «Золотого медведя» и «Серебряного медведя» Берлинского кинофестиваля (оба в 1966 году), «Золотого льва» Венецианского фестиваля за достижения в течение карьеры, «Оскара», «Сезара», «Золотого глобуса» и премии BAFTA за лучшую режиссуру, а также «Феликса» за лучший фильм, режиссуру и вклад в развитие кино.

## Ранние годы
Раймунд Роман Тьерри Либлинг родился в Париже вечером 18 августа 1933 года. Его родителями были Мойзеш Либлинг (1903—1983) и Була Либлинг (урождённая Кац-Предборска; 1900—1943). Отец Романа был польским евреем. Он родился в Кракове, а в конце 1920-х годов развёлся и уехал в Париж, чтобы стать художником. Там Мойзеш работал на фабрике по производству грампластинок. От него остались шестьдесят — семьдесят «огромных» портретов, написанных в абстрактном стиле. По словам одного из друзей, Мойзеш был «дарования скромного», зато «весьма предан своему делу». Родители Булы были родом из России — её отец был евреем, а мать католичкой, семья была достаточно обеспеченной. Изначально Була жила в Польше, а затем в Париже, где она вышла замуж и родила дочь Аннетт. Була была высокого роста, «элегантная брюнетка», всегда была одета по моде, носила шляпку-таблетку и горжетку из лисьего меха, «которую снимала только в самую жару». Була развелась со своим первым мужем после того, как у неё завязался роман с Мойзешом, за которого она вышла замуж осенью 1932 года. Мойзеш и Була не придерживались какой-либо веры. Семья поселилась на третьем этаже дома номер 5 по рю Сен-Юбер. К 1933 году Мойзеш стал сожалеть о своём отъезде из Польши, в письме своему младшему брату Стефану он писал, что, «прожив несколько лет во французской столице, всё ещё чувствует себя чужаком».
В начале 1937 года Либлинги переехали в Краков. Это должно было защитить их от роста антисемитских настроений во Франции. Они жили в многоквартирном доме на улице Болеслава Коморовского, 9. Мойзеш нашёл временную работу, он был подсобным рабочим на стройке и работал в столярных мастерских. Позже открыл столярную мастерскую, где продавал пепельницы, куклы, фигурки Девы Марии и святых. С сыном и Аннетт он обращался грубо. Известно, что Мойзеш гордился своей внешностью и всегда «щегольски одевался», был честным и ответственным, но в то же время был грубым и раздражительным. Ромек (уменьшительное от имени Роман, так его звали в детстве и юности) был трудным и раздражительным ребёнком, часто обижался и злился. Поведение отца и тяжёлая атмосфера, созданная им в доме, омрачали его раннее детство. В сентябре 1938 года Ромека определили в детский сад, где он пробыл ровно один день. Его выгнали за то, что он сказал одной из девочек: «Поцелуй меня в зад» (пол. Pocałuj mnie w dupę); годы спустя директриса садика вспоминала: «Я никак не могла его раскусить. Либо он был полный кретин, либо гений». Первым фильмом, который он запомнил, был «Возлюбленные» (1938), на который он пошёл вместе с сестрой.
После начала Второй мировой войны положение семьи значительно ухудшилось. Мойзеш Либлинг остался в Кракове, а жену, сына и падчерицу отправил в Варшаву. Однако вскоре вся семья переехала к Марии Либлинг (бабушке Ромека) в Казимеж, где Ромек пошёл в школу. Там он увидел кинопроектор, который заинтересовал его. Через несколько недель Ромек перестал посещать занятия из-за того, что оккупационные власти запретили еврейским детям ходить в школу. Либлинги оказались в Краковском гетто, созданном в Подгуже, и жили на углу улиц Парковая и Ренкавка, деля одну квартиру с тремя другими семьями. Мать Ромека работала уборщицей в Вавеле, который был превращён в резиденцию генерал-губернатора Ганса Франка, а отец был вынужден работать на заводе по производству боеприпасов. В первые годы войны из-за часто меняющейся территории гетто их семью часто переселяли. В феврале 1943 года Була и Мария Либлинг были депортированы в Освенцим, где и погибли, Була была на четвёртом месяце беременности. Вскоре был депортирован в Бухенвальд и там забит до смерти дядя Ромека, Бернард.
«Дети по сути своей — оптимисты. После каждого рейда фашистов я говорил себе, что всё образуется».
Ромек часто покидал гетто, перебираясь на другую сторону через дыры в заборе из колючей проволоки. Иногда он смотрел пропагандистские фильмы и немецкую кинохронику. Ромек был свидетелем ликвидации гетто 14 марта 1943 года. Мойзеш Либлинг помог сыну сбежать, проделав утром дыру в заборе, и использовал свои сбережения, чтобы укрыть его в католической семье. Первоначально мальчик скрывался под именем Роман Вильк. Позже Ромека приютили супруги Путек, но пробыл он у них недолго. С лета 1943 года он жил в деревне Высока, примерно в тридцати километрах от Кракова, в Вадовицком повете, в доме семьи Бухала на склоне Татр. Супруги Бухала были очень бедными и воспитывали трёх своих детей, а поскольку Ромек не имел документов, он не мог учиться и потому работал на семейном участке. Из еды у них была только червивая картошка, а когда закончилась и она, супруги варили бульон из полевых цветов, запекали крыс, а однажды подали на обед варёную древесную кору. Ромек был в семье Бухала до осени 1944 года, после чего вернулся в Краков, чтобы снова присоединиться к семье Путеков. После того, как Красная армия вошла в Краков 19 января 1945 года, он некоторое время скитался по городу. Затем жил со своим дядей Стефаном Либлингом, которого случайно встретил на улице, а когда отношения между ними испортились, с другим дядей — Давидом Либлингом, который делил квартиру с семьёй Горовиц, в том числе с будущим фотографом Рышардом Горовицем. Роман очень поздно научился читать, даже в тринадцать лет не мог читать бегло, не знал, как правильно расставлять в словах ударения, а на вопросы отвечал «с хитрым, лисьим взглядом». Некоторые члены его семьи считали, что мальчик не совсем в своём уме, кто-то думал, что он страдал от синдрома дефицита внимания. Не наделённый классической мужской привлекательностью, он обладал сардоническим обаянием. С детства был заводилой в своей компании и часто был в центре внимания как ровесников, так и более старшего окружения. В более поздние годы, когда Полански уже стал знаменитым режиссёром, многие отмечали как «необыкновенный шарм», исходивший от него, так и высокомерие.
Мойзеш Либлинг, которого отправили в концлагерь Маутхаузен, пережил войну. 21 декабря 1946 года он женился на Ванде Заячковской и под её влиянием изменил своё имя на Рышард Полански — Роман также изменил свою фамилию на Полански, но в течение некоторого времени после войны он всё ещё использовал фамилию Вильк. Аннетт тоже пережила войну и, вернувшись из Освенцима, уехала в Париж. Роман, у которого были более тёплые отношения с матерью и который за время войны привык к независимости, не поддерживал близких отношений с отцом и молодой мачехой и не жил с ними, а снимал комнаты у разных семей. Несмотря на репетиторство, в школе он учился плохо и получал хорошие оценки только по рисованию. После начальной школы он некоторое время, к удовлетворению своего отца, посещал профессионально-техническое училище, чтобы стать инженером-электриком, но у него не было мотивации учиться.
Летом 1945 года Роман присоединился к скаутскому движению, где, несмотря на своё хрупкое телосложение, получил признание среди своих воспитателей и коллег благодаря своей энергичной работе. В летнем лагере в Померании в 1946 году он приобрёл популярность, рассказывая истории у костра и разыгрывая различные сцены, — как Полански сам признался в автобиографии 1984 года, тогда он и осознал своё призвание. Он также увлекался кино и театром; вместе со своим новым другом Петром Виновским он собирал плакаты, программки с кадрами и аннотациями фильмов. Однако после войны он изначально планировал связать своё будущее с профессиональным велоспортом и в течение нескольких лет усиленно практиковался в этом деле, в основном ездил по маршруту Краков — Закопане. Полански ушёл из спорта после травмирующего события в июне 1949 года: краковский серийный убийца Януш Дзюба заманил его в уединённое место под предлогом продажи велосипеда, а затем жестоко избил и ограбил. После долгого выздоровления Полански отказался от велоспорта и сосредоточил свои интересы и планы исключительно на актёрской игре.

## Кинокарьера

### Начало актёрской карьеры
В 1948 году Роман Полански познакомился с Марией Билизанкой, директором детской театральной труппы «Весола Громадка» в Кракове. Он попал в коллектив труппы, а позже также играл в Национальном театре юных зрителей (ныне театр «Багатела»), где исполнил роли Зака в «Фарфурке королевы Боны» (1948) в постановке Билизанки и пастуха Ваню в «Сыне полка» (1948) под руководством Юзефа Карбовского. Последняя роль принесла ему признание на Варшавском фестивале советского искусства в 1950 году. Он также появился в пьесе Гвидона Миклашевского «Цирк Тарабумба» (1950), поставленной в Театре «Гротеска». В то время при любой возможности Роман старался посетить все театральные постановки и оперы в городе. Он видел все польские постановки Стриндберга, Гольдони, О’Нила.
В 1951 году он перешёл в Государственную среднюю школу изящных искусств в Кракове, откуда был исключён в феврале 1952 года после того, как вступил в конфликт с директором школы Влодзимежем Ходысом. Роман продолжил обучение в качестве свободного слушателя в художественной школе в Катовице, куда он ездил из Бытома. Там он получил аттестат о среднем образовании, несмотря на то, что председателем комиссии по экзаменам стал Ходыс, который после недели изнурительных экзаменов велел Полански приехать в Краков за аттестатом, а затем молча бросил его ему через стол.
В 1953 году состоялся актёрский дебют в кино: Роман исполнил эпизодическую роль Генека «Малыша» в фильме «Три повести» (1953), а режиссёром новеллы, в которой снялся Полански, был Конрад Налецкий. Хотя фильм не имел большого успеха, благодаря ему Полански встретил декана Лодзинской киношколы Антония Богдзевича, который выступал художественным руководителем на съёмках фильма, и Анджея Вайду, ученика этой школы, который должен был снять четвёртую новеллу, но этого не произошло. Несмотря на это, руководители актёрских школ Кракова и Варшавы не хотели принимать Полански официально из-за его невысокого роста и мальчишеской внешности, а неофициально, вероятно, из-за его дерзкого характера. Чтобы избежать трёхлетней военной службы, Полански безуспешно пытался поступить в Ягеллонский университет и Академию физического воспитания имени Бронислава Чеха в Кракове по разным специальностям. Затем он планировал сбежать на Запад — доплыть на лодке до Борнхольма или спрятаться под потолком вагона Москва-Париж.
Далее Роман снялся в роли Мундека в фильме Анджея Вайды «Поколение» (1954). Во время съёмок он старался вникать во все тонкости производства, часто расспрашивал Вайду о технических моментах и всё записывал в блокнот. Позже Вайда говорил, что никогда не встречал человека такого природного ума и желания преуспеть. Затем Роман сыграл Адама в «Волшебном велосипеде» Силика Стернфельда (1955). После первых ролей Полански решил заняться режиссурой. В 1954 году он был принят на режиссёрский факультет Государственной киношколы в Лодзи и тем самым смог избежать военной службы.

### Учёба в Лодзинской киношколе и короткометражные фильмы
Лодзинская киношкола была основана в 1948 году, она была оазисом свободы в стране, управляемой партийными властями. В ней Полански познакомился не только с фильмами советской классики, ставшими образцами для студентов, но и с постановками из Франции, Италии, Великобритании и США, недоступными в польских кинотеатрах. Наибольшее впечатление на него произвели фильмы таких авторов, как Орсон Уэллс, Лоренс Оливье, Кэрол Рид, Льюис Майлстоун, Акира Куросава, Ласло Бенедек, Элиа Казан, Билли Уайлдер, Фриц Ланг, Луис Бунюэль. Здесь Полански завёл много знакомств, в том числе с артистами, с которыми впоследствии сотрудничал не только в Польше, но и за рубежом. Вместе с ним учились Якуб Голдберг, Хенрик Клюба, Анджей Кондратюк и Анджей Костенко. За пределами киношколы он подружился с такими разными людьми, как джазовый пианист Кшиштоф Комеда, писатели Марек Хласко и Ежи Косинский, кинопродюсер Войцех Фриковский.
В конце 1955 года Полански снял свой первый короткометражный фильм «Велосипед», в котором он отталкивался от случая, произошедшего несколько лет назад, когда его жестоко избил Януш Дзюба. Полански сам исполнил главную роль, а роль убийцы сыграл его друг Адам Фьют. Фильм не сохранился до наших дней; плёнка, отправленная в варшавскую лабораторию, по ошибке попала в Москву, где была утеряна. Позже, сняв короткометражки «Убийство» и «Зубастая улыбка» (обе — 1957), он продемонстрировал, что насилие, убийство и вуайеризм становятся его постоянными темами.
В 1956 году Полански сыграл хулигана Малыша в дипломном фильме Юлиана Дзедзины, Павла Коморовского и Валентины Марушевской «Конец ночи». Скандал вызвал следующий короткометражный фильм Поланского, «Разгоняем танцульку» (1957): для съёмок он организовал танцевальную вечеринку для своих друзей по колледжу, а до её начала договорился с бандой местных хулиганов о том, что они ворвутся на территорию колледжа и начнут драку. Всё происходящее молодой режиссёр записал на камеру, за что получил выговор от учительского совета. В том же 1957 году Полански навестил в Париже свою сестру Аннетт, которая уже была замужем и имела дочь. Там же он сходил в кино на «Седьмую печать» Ингмара Бергмана и даже столкнулся в такси с режиссёром Абелем Гансом. Вернувшись в Лодзь, он впечатлял всех знанием французского кинематографа и демонстрировал интерес к танцам и моде.
Первым фильмом Полански, представленным массовой публике, стала короткометражка «Двое со шкафом» (1958), снятая в Гданьске и Сопоте. Музыку к фильму написал Кшиштоф Комеда, а главные роли исполнили Хенрик Клюба и Якуб Голдберг. Полански же сыграл одного из хулиганов, жестоко напавших на мирных мужчин, нёсших платяной шкаф. Благодаря этому фильму Полански был впервые отмечен на нескольких кинофестивалях (в том числе в Брюсселе, Оберхаузене и Сан-Франциско). Картина получила несколько премий, включая Бронзовую пальмовую ветвь. Тогда Полански стал лучшим студентом киношколы и одним из самых многообещающих молодых европейских режиссёров. Тогда же, в 1958 году, Полански познакомился с актрисой Барбарой Квятковской и сразу в неё влюбился. Через несколько недель знакомства они уже начали встречаться. Следующими его короткометражными гротескными фильмами были «Лампа» (1959) и дипломная работа «Когда падают ангелы» (1959). В первом фильме показывается, как кукольный мастер заменяет старую лампу на электрическое освещение, в результате чего в ту же ночь кукольная мастерская сгорает из-за короткого замыкания. Второй фильм запечатлел печальную жизнь женщины, работающей кассиром в мужском туалете. В то же время Полански играл второстепенные роли в фильмах Анджея Вайды, Анджея Мунка и Януша Моргенштерна.
«Ромек практически всегда внешне был дружелюбным и имел много почитателей. Однако не думаю, что его искренне заботили проблемы других. Ты был открыт для него, но не он для тебя».
Полански окончил Лодзинскую киношколу без диплома, потому что не написал диссертацию, а стремился приступить к работе режиссёром полнометражного кино. Благодаря посредничеству Ежи Боссака, художественного руководителя киностудии Kamera, в 1959 году Роману было поручено написать сценарий к художественному фильму. Однако Комитет по оценке сценариев не принял проект, написанный совместно с Ежи Сколимовским и Якубом Голдбергом, поскольку тот не имел «социальной значимости». Полански стал ассистентом Анджея Мунка на картине «Косоглазое счастье» (1960), где также сыграл небольшую роль репетитора Иоли. Затем Полански на год улетел во Францию, где его жена Барбара Квятковская снималась в фильме «Тысячное окно» (1960) режиссёра Роберта Менего. Позже ей предложил роль в своём фильме Рене Клеман, и пока супруги всё ещё находились во Франции, Полански написал так и не реализованный набросок сценария «про крепко пьющего клоуна и его обречённый роман с лилипуткой». Там же он снял короткометражный фильм «Толстый и худой» (1961), в котором исполнил роль бедного слуги, униженного своим толстым хозяином. В начале 1961 года он вернулся в Польшу и зимой в окрестностях села Кири снял короткометражный фильм «Млекопитающие» (1962) о двух людях, спорящих, кто с кем должен кататься на санях.

### Первые художественные фильмы (1961—1967)
В 1961 году, снова побывав в Париже, Полански вернулся в Лодзь по просьбе Ежи Боссака, который сообщил ему о своём согласии на постановку фильма «Нож в воде» (1962) после того, как Полански переработал сценарий о встрече отдыхающей на яхте богатой супружеской пары с загадочным молодым человеком, написанный двумя годами ранее. Роль мужа сразу предложили известному театральному актёру Леону Немчику. Роль юноши изначально хотел сыграть Ежи Сколимовский, но бывший декан режиссёрского факультета и директор Kamera Ежи Боссак воспротивился его кандидатуре. Тогда Полански сам захотел сыграть в своём фильме, но позже вспоминал, что его «отговорили». Боссак утверждал, что Полански в течение многих недель пытался «продвигать» свою кандидатуру и в итоге пришёл в кабинет директора абсолютно голым с вопросом: «Я что, недостаточно хорош?». В итоге на роль был утверждён выпускник актёрского факультета Зигмунт Малянович, но все его реплики были переозвучены Поланским. В роли жены дебютировала Йоланта Умецкая. Полански пригласил её после того, как увидел в купальнике в бассейне. Съёмки прошли летом 1961 года в Мазурах. После их завершения 11 сентября оператор Ежи Липман, будучи за рулём автомобиля, врезался в дерево, а ехавший в той же машине Полански получил перелом костей основания черепа и попал на две недели в больницу. Хотя никто формально не оспаривал высокий уровень фильма, «Нож в воде» широко осуждался польскими критиками за продвижение западных ценностей. О работе Поланского неодобрительно отзывался Владислав Гомулка, первый секретарь ЦК ПОРП. Фильм не имел особого коммерческого успеха в парижских кинотеатрах: за шесть недель проката было продано всего 12 400 билетов. Однако «Нож в воде» стал первым фильмом режиссёра-дебютанта, выигравшим награду «Золотая утка» за лучший фильм года от журнала Film, получил премию ФИПРЕССИ на Венецианском кинофестивале и впервые в истории польского кино вошёл в число номинантов на «Оскар» за лучший фильм на иностранном языке. Тем не менее, негативное отношение польских критиков к фильму и личности режиссёра вынудило Полански уехать из страны. Как раз в это время фильм стал набирать популярность в США, его часто смотрели на ночных сеансах в кинотеатрах, специализирующихся на артхаусе, и в университетских кампусах. Премьера фильма в Америке состоялась на первом Нью-Йоркском кинофестивале, в честь этого Полански был приглашён в США. После интервью с режиссёром газета New York Post назвала его «ангелочком», а многие журналисты поначалу приняли тогда уже тридцатилетнего режиссёра за «мальчишку лет двадцати». «Нож в воде» попал на обложку журнала Time, что на тот момент было «наивысшей похвалой его творчеству».
«Полански проживёт мальчишкой ещё лет тридцать, а потом внезапно превратится в дряхлого старца. Зато какая это будет жизнь!»
После отъезда Романа из Польши продюсер Пьер Рустан познакомил его со сценаристом Жераром Браком, с которым они вскоре подружились. Их первым совместным сценарием стал «В ожидании Кательбаха». Поначалу появились продюсеры, которые заинтересовались сценарием, но в итоге дальше переговоров дело не заходило, студии отказывались финансировать фильм. В январе 1963 года Пьер Рустан заказал Полански и Браку сценарий новеллы для фильма-антологии «Самые прекрасные мошенничества в мире» (1964), режиссурой эпизода занялся также Полански, из-за того, что «Нож в воде» не имел успеха во Франции, было решено снимать в Амстердаме. Благоприятный приём новеллы привлёк внимание критиков к Полански, что вместе с растущей популярностью «Ножа в воде» дало режиссёру возможность посетить Лондон и обзавестись новыми связями в киноиндустрии. После работы с продюсерами Майклом Клингером и Тони Тенсером Полански и Брак за семнадцать дней написали сценарий к фильму «Отвращение» (1965). На главную роль молодой женщины, страдающей параноидальной шизофренией и страхом перед мужчинами, режиссёр позвал Катрин Денёв. Один из актёров фильма Хью Фатчер позже рассказывал, что режиссёр был «вспыльчивым и постоянно кричал на остальных», а Джеймс Виллерс говорил, что Полански «типичный Наполеон». Исполнительный продюсер Майкл Клингер вспоминал, что на протяжении восьми недель, что шли съёмки, Полански запрещал Денёв вести половую жизнь, для того чтобы она лучше вжилась в роль своей героини. «Отвращение» имел международный успех и принёс Полански премию ФИПРЕССИ и «Серебряного медведя» на Берлинале. И критики, и зрители отметили «тонкую операторскую работу», также критики единодушно называли Поланского самобытным, талантливым и наиболее значимым режиссёром того времени, они писали, что «скучный на первый взгляд» фильм сочетал в себе «глубину, изощрённость, понимание подлинной сути происходящего на экране». Питер Брэдшоу писал в The Guardian: «Этот крайне отвратительный, пугающе убедительный психологический триллер — редкость, ужасный фильм, в котором женщина совершает преступление». В 1967 году Альфред Хичкок, говоря о «разносе, который учинили критики после премьеры „Психо“», отмечал, что "тот же самый кинокритик в рецензии на «Отвращение» окрестил творение Полански «классическим психологическим триллером в духе „Психо“»".
Успех «Отвращения» заставил Тенсера и Клингера согласиться на съёмки ещё одного фильма Полански и Брака. Сценарий «В ожидании Кательбаха» был переименован в «Тупик» (1966). Следующий фильм Полански снимали на островке Линдисфарн в Нортамберленде, где находился замок, служивший главным местом действия картины. По сюжету фильма молодая женщина (в исполнении Франсуазы Дорлеак) и её муж (Дональд Плезенс) сталкиваются с двумя гангстерами, которые медленно терроризируют пару. Фильм ссылался на пьесы Сэмюэля Беккета, из которых заимствована поэтика театра абсурда; отношения главных героев с гангстерами приобретают неожиданный характер и в то же время приводят к разрыву брака. «Тупик» был восторженно встречен критиками, получив в этот раз уже «Золотого медведя» за лучший фильм на Берлинале. Американский артхаусный кинокритик Джонатан Розенбаум признал «Тупик» «одной из лучших и чистейших работ» Полански. Успех «Отвращения» и «Тупика» сделал Полански довольно известным режиссёром. Он очень внимательно занимался своим имиджем, для того чтобы СМИ и папарацци проявили к нему интерес — он купил таунхаус в престижном лондонском районе Белгрейвия и обустроил его в необычном стиле (например, один из столиков был сделан в виде человека, стоящего на четвереньках), водил роскошные машины, посещал ночные клубы в компании красивых женщин, провоцировал конфликты на конференциях и публичных выступлениях.
Следующей картиной Романа Полански стал «Бал вампиров» (1967), фильм британо-американского производства по заказу американского продюсера Мартина Рансохова. Эта комедия пародировала кровавые британские фильмы ужасов студии Hammer Films и деконструировала условности фильмов ужасов (например, попытка прогнать одного из вампиров не удалась из-за еврейского происхождения последнего). Полански исполнил одну из главных ролей — неуклюжего ученика профессора-истребителя вампиров, роль которого сыграл Джек Макгоурэн. Главная женская роль досталась Шэрон Тейт. Полански познакомился с ней на вечеринке перед началом съёмок фильма, которую устроил Рансохов. Съёмки фильма проходили в Италии, в Доломитовых Альпах. Там же Полански и Тейт начали официально встречаться. Сам фильм, подвергшийся значительному вмешательству со стороны Рансохова (было вырезано около 20 минут оригинального материала) и переименованный в «Бесстрашные убийцы вампиров», оказался художественной катастрофой в Соединённых Штатах; кинокритик Роджер Эберт язвительно написал, что во время кинопоказа, на котором он присутствовал, никто не смеялся, а «один или два человека даже плакали». Для американского проката фильм даже был переозвучен «на американский манер», в результате чего музыку Комеды стало почти не слышно. 108-минутная режиссёрская версия была тепло принята во Франции и Италии.

### Американский период (1968—1976)
В 1968 году вместе с Тейт и Кшиштофом Комедой Полански переехал в Голливуд, где наладил сотрудничество с продюсером Робертом Эвансом. Последний дал Роману прочитать роман ужасов «Ребёнок Розмари» Айры Левина, который настолько понравился Поланскому, что тот лично написал сценарий. Главная героиня одноимённого фильма 1968 года — Розмари Вудхаус в исполнении Мии Фэрроу, со своим мужем Гаем, которого сыграл Джон Кассаветис, переезжают в старый дом и знакомятся с новыми соседями, семьёй Костевет в исполнении бродвейских звёзд Рут Гордон и Сидни Блэкмера. Беременность Розмари сопровождается зловещими видениями и событиями. Постепенно она узнаёт, что её муж и соседи поклоняются Сатане. «Ребёнок Розмари» заработал репутацию настоящего шедевра жанра ужасов на тему сатанизма. Он также анализируется в русле феминистской критики и часто отмечается как один из лучших фильмов ужасов, где рассказ ведётся от лица женщины. После премьеры критики и зрители единогласно восхваляли фильм. Фильм спас студию Paramount от банкротства и сделал Мию Фэрроу и Романа Полански настоящими звёздами. Внимание рецензентов привлёк саундтрек фильма, похожий на колыбельную мелодию. Это была последняя работа Кшиштофа Комеды с Поланским и предпоследний саундтрек, написанный им для кино. Фильм также стал самым кассовым в карьере Полански, собрав в 35-40 раз больше своего бюджета в 2,3 миллиона долларов. Позже Миа Фэрроу называла Полански «смелым и талантливым человеком, очень важным для мировой культуры».
20 января 1968 года Роман Полански и Шэрон Тейт поженились. В том же году Полански пригласили в жюри 21-го Каннского кинофестиваля, но из-за событий мая 1968 года фестиваль был прерван без присуждения наград. Полански написал сценарий к фильму «День на пляже» (1970), который позже спродюсировал. Фильм марокканца Симона Хесера, снятый в Дании, не имел успеха и показывался на кинофестивалях и в ограниченном прокате. В том же году Полански написал сценарий двух эротических эпизодов для постановки «О, Калькутта!» Кеннета Тайнена, но по причинам, связанным с бюджетными ограничениями, сценарий остался незадействованным.
В феврале 1969 года Полански сыграл пьяницу в эпизодической роли в фильме «Чудотворец» Джозефа Макграта. В марте вместе со сценаристом Иваном Моффатом он приступил к написанию сценария о жизни Паганини, но бросил его, чтобы начать работу над проектом «Смерть Доннера». Сценарий основывался на реальной истории о ранних поселенцах, ставших жертвами каннибалов. К апрелю Роман прекратил работу и над этим сценарием, но согласился стать режиссёром фильма о дельфинах-убийцах «День дельфина». Тогда же Роман с Шэрон сняли особняк в Лос-Анджелесе по адресу Сьело-драйв, 10050 за тысячу двести долларов в месяц.
В ночь с 8 на 9 августа 1969 года члены секты «Семья», возглавляемой музыкантом-любителем Чарльзом Мэнсоном, по его указанию проникли в особняк на Сьело-драйв и жестоко убили Шэрон Тейт, бывшую на 9-м месяце беременности (ей было нанесено 16 ударов ножом), и четверых гостей — Джея Себринга, Войцеха Фрыковского, Эбигейл Фолджер и Стивена Пэрента. Сам режиссёр в это время был в Европе. Трупы на следующее утро нашла домработница, агент Полански Билл Теннант первым сообщил режиссёру о смерти жены. 19 августа Полански устроил пресс-конференцию, где резко высказывался в адрес тех, кто писал «жуткие вещи» о его жене, там же он говорил: «Те несколько лет, что мне посчастливилось провести рядом с ней, самое счастливое время в моей жизни». После трагедии Полански оставил «День дельфина», который в итоге был через несколько лет был снят Майком Николсом.
Давней мечтой Романа было поставить фильм по пьесе Уильяма Шекспира. Однажды, катаясь на лыжах, он вспомнил об этой мечте и «загорелся» идеей экранизировать «Макбета». Сценарий он писал совместно с Кеннетом Тайненом. Рассматривать сценарий к производству долгое время не хотела ни одна из крупных студий. В итоге полтора миллиона на съёмки выделил Хью Хефнер, а после этого Columbia согласилась стать дистрибьютором фильма и добавила ещё 925 тысяч долларов. Съёмки фильма начались в первой неделе октября 1970 года в Уэльсе, в национальном парке Сноудония. Интерьеры снимали в павильонах на студии в Шеппертоне. Съёмки были закончены в апреле 1971 года, ещё девять месяцев занял монтаж и озвучивание фильма. «Макбет» (1971) был оценён некоторыми критиками как исключительно «жестокий в своём мотивированном насилии», кроме того, в нём отразилась «холодная, варварская атмосфера пьесы Шекспира». Другие же издания провели сравнение содержания фильма с личной жизнью Полански. Кевин Лайонс говорил, что «это сильный фильм, наполненный ненавистью и кипучими страстями, своего рода акт экзорцизма… Жуткие события 8 августа 1969 года придали куда более изобретательной силы, нежели бард с берегов Эйвона». Но многие критики и хвалили Полански за создание «мрачной, захватывающей атмосферы», за «блестящую проработку мельчайших деталей» и умение нагнетать «ощущение нарастающего страха». Национальный совет кинокритиков США признал «Макбета» Полански лучшим фильмом года.
В 1972 году Роман Полански уехал в Италию, где по сценарию Брака по заказу продюсера Карло Понти снял ещё один фильм о безумии. Абсурдистская комедия «Что?» (1972) рассказывала об американке Нэнси, которая в поисках приключений попадает в пансион, наполненный странными и эксцентричными людьми. Фильм Полански и Брака должен был напоминать необычные повести Льюиса Кэрролла «Алиса в Стране чудес» и «Алиса в Зазеркалье», однако он не имел успеха у критиков. Полански обвиняли в дублировании условностей комедии абсурда, которую он высмеивал в фильме «Тупик», а со временем добавилась и критика сексистских диалогов. Эберт писал о фильме: «Интересно, сколько Карло Понти заплатил Роману Полански за этот фильм. 10 центов было бы, наверное, слишком большой ценой».
После того как Полански завершил работу над фильмом «Что?», продюсер Роберт Эванс вместе с актёром Джеком Николсоном убедили его снять «Китайский квартал» (1974) по сценарию Роберта Тауна. Герой «Китайского квартала», частный детектив Дж. Дж. Гиттес в исполнении Николсона, узнаёт о коррупционной схеме в администрации Лос-Анджелеса, в результате осуществления которой планируется лишить город доступа к воде. Сценарий Тауна основан на реальной истории миллионера Уильяма Малхолланда, сделавшего состояние на орошении калифорнийских полей. Таун сразу писал сценарий под Николсона, а на другие главные роли Полански пригласил Фэй Данауэй и Джона Хьюстона. В эпизодической роли в фильме появился и сам Полански, который сыграл одного из бандитов, порезавших лицо Гиттесу в знак серьёзности угроз коррупционеров. Режиссёр переписал концовку картины, убрав ноту надежды, которая присутствовала в сценарии Тауна. Позже газета The New York Times назовёт финал «Китайского квартала» «одним из самых пессимистических в американском кинематографе». Композитором фильма выступил Джерри Голдсмит, который до этого успел поработать над несколькими фильмами серии «Планеты обезьян» и сериалом «Сумеречная зона». Изначально оператором фильма значился Стэнли Кортес, но он плохо справлялся с новым съёмочным оборудованием, и съёмки сильно затягивались. Через девять дней работы он был уволен и его место занял Джон Алонсо. На предварительных просмотрах фильм казался всем «дорогостоящим провалом», сам Полански полагал, что фильм «неплохой», хотя «немного длинноват… какой-то бесконечный». Однако «Китайский квартал» имел огромный успех, был номинирован на «Оскар» в 11 категориях (премию получил только Роберт Таун за лучший оригинальный сценарий) и получил четыре «Золотых глобуса» (лучший сценарий, лучшая режиссёрская работа, лучший фильм — драма и лучшая мужская роль — драма). «Китайский квартал» занял первое место в читательском опросе газеты The Guardian в 2010 году как лучший фильм всех времён.
После «Китайского квартала» Полански решил немного отдохнуть от кинематографа и в том же году поставил оперу Альбана Берга «Лулу» на фестивале искусств в пригороде Рима, Сполето. Премьера была успешной, в финале постановки зрители аплодировали стоя, а режиссёру стали регулярно поступать предложения о работе в оперном театре.
2 октября 1975 года Полански позвонил президенту студии Paramount Барри Дилеру и договорился, что поставит фильм по роману Ролана Топора «Призрачный жилец». В 1976 году Полански уехал в Европу на съёмки франко-американского фильма, сценарий к нему написал Жерар Брак, название фильма сменили на более простое «Жилец». Фильм очень близок по духу к другим клаустрофобным триллерам Полански «Отвращение» и «Ребёнок Розмари», с которыми «образует своего рода трилогию». Режиссёр сам исполнил главную роль Трелковского, выходца из Польши, который живёт в многоквартирном доме среди назойливых и деспотичных соседей. Со временем усиливающееся вмешательство соседей в жизнь Трелковского доводит его до апогея паранойи. Премьера фильма состоялась уже 26 мая 1976 года на Каннском кинофестивале. Фильм сразу же вызвал бурную реакцию критиков: например, Бен Сакс сказал про «Жильца», что это фильм с чёрным юмором и «вероятно, самый кафкианский из всех фильмов режиссёра», а Ким Морган даже увидел в нём отсылки к Достоевскому. Сейчас «Жилец» считается шедевром Полански, а также «одним из самых мрачных и личных изображений душевного безумия, когда-либо снятых в кино». После выхода на экраны «Жильца» в 1976 году Полански получил французское гражданство. По приглашению Баварской государственной оперы он отправился в Мюнхен, где поставил оперу «Риголетто» Джузеппе Верди. Её премьера в октябре 1976 года в Национальном театре Мюнхена была восторженно встречена публикой. Тогда он получил предложение снять фильм по книге «Первый смертный грех» (англ. The First Deadly Sin) (1973) Лоуренса Сандерса, сценарий должен был написать Таун, а в главных ролях планировалось задействовать Фрэнка Синатру и Настасью Кински.

### Англо-французский период: конец XX века (1977—1999)
После возвращения в США в начале 1977 года Полански планировал подать заявление на грин-карту. Однако 11 марта 1977 года Романа Полански задержала полиция по обвинению в изнасиловании тринадцатилетней Саманты Гейли накануне вечером. 24 марта окружной прокурор Роджер Гансон предъявил ему обвинение. Изначально Полански отрицал свою вину. Во время судебного разбирательства режиссёр и его адвокат предложили мировое соглашение, в соответствии с которым Полански признал бы себя виновным только в самом лёгком из пунктов обвинения, судья же намеревался посадить Полански в тюрьму. После судебного процесса режиссёр покинул страну до вынесения приговора, дальнейшая карьера в США оказалась невозможной. Стремительное падение Полански в глазах общественности немедленно отразилось и на его положении в киноиндустрии. Руководство студии Columbia прислало ему уведомление, что «больше не нуждается в его услугах» режиссёра «Первого смертного греха».
Несмотря на споры, связанные с делом Гейли, благодаря помощи французского режиссёра и продюсера Клода Берри Полански решил воплотить в жизнь адаптацию романа Томаса Харди «Тэсс из рода д’Эрбервиллей» (1891). В 1978 году Полански совместно с Жераром Браком приступили к написанию сценария, позже, им в помощь был нанят Джон Браунджон. В 1979 году фильм вышел под названием «Тэсс». Съёмки английской глубинки проходили на севере Франции (Нормандия и Бретань). Он довольно точно следует сюжету романа и посвящён стигме отвержения со стороны сообщества, что сейчас воспринимается в автобиографическом контексте. Фильм рассказывает о сложной судьбе девушки по имени Тэсс, которая узнаёт, что, возможно, принадлежит к аристократическому роду д’Эрбервиллей. Она отправляется к дальним родственникам, но становится жертвой изнасилования. Тэсс на экране воплотила 17-летняя Настасья Кински. Полански выбрал Кински на главную роль, потому что она напоминала ему о Шэрон Тейт, у них обеих даже дни рождения были в один день — 24 января. Однако производственный процесс был для режиссёра непростым опытом. Большая часть фильма снималась на натуре, часто шли дожди и мешали съёмкам, практически все декорации построек приходилось выстраивать в натуральную величину. Во время съёмок умер оператор Джеффри Ансворт. Общий бюджет фильма составил 12 200 000 долларов, что сделало его самым дорогим на тот момент фильмом, снятым на территории Франции. Прокат фильма в США и Великобритании спас его от финансовой катастрофы, которую предвещали плохие отзывы французских критиков. «Тэсс» получила премию «Оскар» в трёх номинациях: лучшая операторская работа, лучшая работа художника-постановщика, лучший дизайн костюмов; «Золотой глобус» в двух номинациях: лучший иностранный фильм, новая звезда года (актриса); «Сезар» в трёх номинациях: лучший режиссёр, лучший фильм, лучшая работа художника-постановщика. В наше время «Тэсс» «общепризнанно считается одним из самых роскошных исторических фильмов».
В 1981 году он ненадолго вернулся в Польшу, где поставил пьесу «Амадей» Питера Шеффера в Варшавском «Театре на Воли», в которой сам же исполнил главную роль Моцарта. Но когда он уехал в Париж в декабре 1981 года, в результате объявления военного положения свободная художественная деятельность в Польше оказалась невозможной. Полански слишком поздно принял решение экранизировать пьесу Шеффера, ибо за её режиссуру уже взялся Милош Форман. В 1983 году Полански начал работу над автобиографической книгой, а в 1984 году она была опубликована на английском языке под названием «Роман» (англ. Roman), на русский язык не переводилась. В том же году он познакомился со своей будущей женой Эммануюэль Сенье. Его долгое отсутствие в мире кино было прервано, когда Полански получил возможность снять фильм «Пираты» (1986), съёмку которого планировал осуществить ещё в 1974 году. Комедийный сюжет фильма рассказывал историю капитана пиратского корабля Реда и его верного помощника по прозвищу Лягушонок. Сценарий на 98 страниц Полански написал совместно с Жераром Браком и Джоном Браунджоном. Специально для фильма был построен в натуральную величину корабль водоизмещением 14 000 тонн. Натурные съёмки проходили в Тунисе, а павильонные в Париже. Главную роль исполнил Уолтер Маттау. По итогу фильм разочаровал критиков, став одновременно художественным и коммерческим провалом. Причина плохого приёма «Пиратов» заключалась в постоянном его сравнении, не в пользу последнего, с классическим фильмом «Одиссея капитана Блада» (1935) Майкла Кёртиса. Пол Вернер говорил: «то, что так хорошо работало в „Балу вампиров“, здесь пошло на дно вместе со всей командой». Критики также отмечали плохой монтаж фильма, из-за чего он получился слишком затянутым, сильно провисал по динамике, в итоге получился «фильм про пиратов без драк». Но некоторые деятели индустрии, наоборот, положительно отозвались о фильме, так, например, Стэнли Кубрик назвал «Пиратов» «смелым и дерзким шедевром». Впоследствии фильм получил две премии «Сезар» и был номинирован на «Оскар».
После провала «Пиратов» Полански решил снять более интимный, не костюмированный психологический триллер, «с самого начала я хотел снять фильм в городе в котором живу», — вспоминал режиссёр. Вместе с Браком он придумал сюжетную основу фильма под рабочим названием «Парижский проект». В итоге на картину было выделено 20 миллионов долларов, на главную роль был приглашён Харрисон Форд, а главная женская роль была отдана возлюбленной Полански Эмманюэль Сенье и фильм получил название «Неистовый» (1988). Вдохновлённый работами Альфреда Хичкока и Фрица Ланга, фильм рассказывал о кардиологе в исполнении Форда, жена которого пропадает при загадочных обстоятельствах во время их совместного визита в Париж. При работе над сценарием Полански помогали Джефф Гросс, Жерар Брак и Роберт Таун. Съёмки картины стали одними из самых беспроблемных в карьере режиссёра. Критики хвалили «Неистового» за эффектную режиссуру, хотя нашлись и те, кто был расстроен отсутствием даже намёков на сюрреализм, которым был известен Полански.
В начале ноября 1989 года Warner Bros. предложила Полански адаптировать и снять киноверсию романа Михаила Булгакова «Мастер и Маргарита». Он принялся за написание сценария, но позже студия прервала работу над сценарием. В то же время ходили слухи, что режиссёру предлагали экранизировать «Парфюмера», «Мэри Райли» и «Отверженных».
В 1991 году Полански возглавлял жюри 44-го Каннского международного кинофестиваля и вручил «Золотую пальмовую ветвь» фильму Джоэла и Итана Коэнов «Бартон Финк» (1991). Решение жюри вызвало споры, так как фильм Коэнов также был удостоен наград за лучшую режиссуру и лучшую мужскую роль (Джон Туртурро). Осенью того же года Полански снялся в сатирическом триллере «Назад в СССР» Дерана Сарафяна. Фильм вышел в прокат в феврале 1992 года и получил прохладные отзывы критиков, собрав в прокате примерно 400 тысяч долларов. Есть некий слух, что примерно в то же время Полански якобы незаконно приехал в США, для того чтобы в доме инвестора Макса Павелски в Беверли-Хиллз снять киноадаптацию романа Дафны Дюморье «Ребекка». По слухам, в фильме принимали участие звёзды уровня Николь Кидман, а акцент фильма делался на садомазохистские компоненты сюжета. Фильм так никогда и не вышел на экраны, а биограф режиссёра Кристофер Сэндфорд, собирая информацию об этом фильме, писал, что два его источника, которые в то время близко общались с Поланским, просили не называть их имён.
В 1992 году, вдохновлённый «Роковым влечением» (1987) Эдриана Лайна, Полански решил изменить эстетику своих фильмов. Французский продюсер Ален Сард предложил ему экранизацию романа Паскаля Брюкнера «Горькая луна». Полански и Брак написали сценарий вместе с английским автором Джоном Браунджоном, обновив содержание романа, действие которого происходило в 70-х годах XX века. Вопреки первоисточнику Брюкнера, в сценарий были привнесены элементы мультикультурализма, которые французский писатель искренне ненавидел. Фильм «Горькая луна» вышел на экраны в 1992 году. По сюжету, супруги в морском круизе знакомятся с несколько странной супружеской парой, писателем Оскаром в исполнении Питера Койоти и его молодой женой — француженкой Мими, которую сыграла Эммануэль Сенье. После знакомства Оскар рассказывает молодому человеку историю своих любовных отношений с Мими. «Горькая луна» вызвала неоднозначную реакцию критиков: часть из них увидели в фильме личную историю режиссёра, другие ругали фильм за гротескный сценарий, плохую постановку и большой акцент на мелодраматизм. Критики сравнивали фильм Полански с работой Луи Маля «Ущерб» (1992), в пользу последнего. Тем не менее, в некоторых кругах «Горькая луна» считается культовым фильмом.
В 1993 году Полански сыграл одну из своих первых главных ролей в фильме другого режиссёра Джузеппе Торнаторе «Чистая формальность» (1994). Полански исполнил роль детектива, арестовавшего неудачливого писателя в исполнении Жерара Депардьё. В 1994 году Полански перенёс на большие экраны спектакль Ариэля Дорфмана «Смерть и девушка». Фильм рассказывает о противостоянии жены (Сигурни Уивер) южноамериканского адвоката и его гостя (Бен Кингсли), в котором женщина узнаёт своего бывшего мучителя военных времён. Съёмки заняли десять недель и проходили по большей части в павильонах студии, а натурные сцены снимали на северо-западе Испании. Экранизация пьесы Дорфмана получила высокую оценку критиков за клаустрофобную атмосферу и второстепенную роль Стюарта Уилсона, воплотившего смущённого мужа бывшей жертвы. По сравнению с пьесой Дорфмана, лишённой какой-либо конкретной концовки, фильм Полански имел более провокационный финал. В отзывах на фильм писали, что режиссёр наделил персонажа, сыгранного Кингсли, автобиографическими чертами.
В 1994 году Роман Полански исполнил небольшую роль в комедийном триллере Мишеля Блана «Коварство славы». В 1996 году он планировал снять экранизацию повести Достоевского «Двойник» о столкновении двух двойников, где обе главные роли должен был сыграть Джон Траволта. Однако на съёмочной площадке выяснилось, что режиссёр добавил сцену, в которой главный герой должен был появиться обнажённым. Траволта наотрез отказался продолжить съёмки и без объяснения с режиссёром улетел из Парижа, оставив в недоумении 250 человек на съёмочной площадке. Полански впоследствии прокомментировал этот эпизод: «Столько народу вложили огромные усилия в этот проект, и тут совершенно внезапно всё разваливается на части. Пьер Гуффруа, который давно работает со мной в качестве художника-постановщика, плакал, когда пришлось демонтировать декорации… Как может Траволта, получающий за фильм зарплату в 20 млн долларов, вести себя столь глупым образом?» С осуждением действий Траволты выступили и другие режиссёры, в частности, Дэвид Линч.
Тогда режиссёр на какое-то время оставил режиссуру полнометражных фильмов и снял клип для Васко Росси на песню «Gli angeli» (1996). В 1996 году он также возглавлял жюри 53-го Венецианского кинофестиваля, где наградил «Золотым львом» режиссёра Нила Джордана за фильм «Майкл Коллинз». А решение о присуждении награды за лучшую женскую роль 4-летней Виктуар Тивизоль, за роль в фильме Жака Дуайона «Понетт» было очень неожиданным решение и вызвало недоумение прессы.
В 1997 году режиссёра заинтересовал сценарий Энрике Урбису по книге Артуро Перес-Реверте под названием «Клуб Дюма, или Тень Ришельё». Пригласив Джона Браунджона к сотрудничеству, они вместе внесли радикальные изменения в сценарий. Главный герой антиквар получает загадочную книгу, написанную якобы самим Сатаной, следом он становится мишенью таинственной секты. Из хорошо одетого испанца в оригинале герой превратился в обыкновенного жителя Нью-Йорка, а роль досталась Джонни Деппу, с которым режиссёр познакомился в мае 1997 года на Каннском кинофестивале. Фильм получил название «Девятые врата». Он вышел на экраны в 1999 году, картина была хорошо встречена как критиками, так и зрителями. Критики сравнивали фильм со «С широко закрытыми глазами» (1999) Стэнли Кубрика и «Ребёнком Розмари», а самого Полански обвиняли в том, что он «помешан» на сатанизме. Режиссёр же говорил: «Я никогда не верил в оккультизм или дьявола. И совсем не религиозен». «Девятые врата» принесли режиссёру награду Европейской киноакадемии, а также ряд более мелких призов. Впоследствии сам Полански говорил, что его пятнадцатый фильм вышел «неплохим» и «забавным», но «ничего серьёзного» из себя не представляет. Фильм в прокате заработал 57 миллионов долларов и стал одним из самых кассовых в карьере режиссёра на то время.

### Англо-французский период: начало XXI века (2000—2010)
После выхода фильма «Девятые врата» Полански решил заняться чем-то кардинально отличающимся от всего того, что снимал до этого. Осенью 1999 года он прочитал автобиографию Владислава Шпильмана, композитора, пережившего немецкое вторжение в Польшу. Книга рассказывала о его пребывании в Варшавском гетто и о разрушении польской столицы в результате Варшавского восстания. Хотя первая попытка снять историю Шпильмана была сделана сразу после Второй мировой войны, в результате вмешательства коммунистических властей был снят фильм «Непокорённый город» (пол. Miasto nieujarzmione) (1950), который имел мало общего с исходным материалом. В рамках британо-немецко-французско-польского совместного производства Полански снял военную драму «Пианист» (2002) по сценарию Рональда Харвуда. Роль Шпильмана исполнил Эдриен Броуди, а оператором стал Павел Эдельман. Полански видел тон фильма абсолютно чётко — без ярко выраженных симпатий и антипатий. Он не желал ничего «сентиментального и показного» ни от актёров, ни от оператора. Натурные съёмки фильма проходили в Польше, а павильонные — в Берлине. Фильм имел большой успех и получил множество наград, включая «Золотую пальмовую ветвь» на 55-м Каннском кинофестивале, по окончании фильма аудитория зала восемь минут аплодировала стоя. Фильм также получил премию «Сезар» в двух категориях и «Оскар» в трёх категориях (за лучшую режиссуру, адаптированный сценарий и мужскую роль). При бюджете в 35 миллионов долларов «Пианист» собрал в прокате 120. В Западной Германии фильм был включён в программу по истории во всех средних школах. Фильм ознаменовал триумфом поздний период творчества Полански. В почти семидесятилетнем возрасте режиссёр стал, возможно, более востребованным, чем когда-либо прежде. После успеха фильма Полански приехал в Польшу, где сыграл одну из главных ролей в фильме Анджея Вайды «Месть» (2002), снятого по комедии Александра Фредро. Критики остались довольны игрой Полански, отмечая, что «у него есть стиль и остроумие».
В 2003 году Полански поставил спектакль по пьесе «Гедда Габлер» в парижском театре Мариньи. Эмманюэль Сенье исполнила главную роль. Постановка вызвала похвалу у критиков.
В 2004 году по совету жены Полански начал работу над новой экранизацией «Оливера Твиста». В 2005 году завершил работу над фильмом, работая с Харвудом в качестве сценариста. Экранизация романа Чарльза Диккенса о мальчике-сироте, прозябающем в лондонских трущобах, опускала или упрощала ряд замысловатых сюжетов литературного первоисточника. Производство фильма обошлось в почти 60 миллионов долларов, однако финансовые затраты не окупились: фильм собрал в прокате всего 42,5 миллиона долларов. Критики назвали фильм «слишком консервативной адаптацией Диккенса», однако его положительно оценил писатель Джон Ирвинг, который считал «Оливера Твиста» Полански лучшим фильмом по роману Диккенса в истории кино.
В 2006 году Полански поставил на сцене парижского театра Эберто получившую Пулитцеровскую премию драму Джона Патрика Шенли «Сомнение».
В 2007 году Полански снял эпизод под названием «Эротический кинотеатр» для киноальманаха «У каждого своё кино», который был подготовлен специально для юбилейного 60-го Каннского кинофестиваля 36 режиссёрами из 25 стран мира. В том же году Полански снялся в эпизодической роли в комедии «Час пик 3», где сыграл французского инспектора на пенсии, пришедшего на помощь двух главным героям. Тогда же широко анонсировалось начало съёмок фильма по роману Роберта Харриса «Помпеи». Харрис лично написал сценарий специально под режиссёра Романа Полански, во многих интервью он заявлял, что на сюжет романа повлиял фильм Полански «Китайский квартал». Главные роли должны были исполнить Орландо Блум и Скарлетт Йоханссон. Однако работа над картиной была отложена на неопределённый срок — при том, что права на фильм уже купили дистрибьюторы из 35 стран. Фильм был отменён в сентябре 2007 года из-за задержек, вызванных проблемами с местоположением планируемых съёмок и сценарием, а также опасениями надвигающейся забастовки актёров.

### После 2010 года
Три года спустя Полански снял фильм «Призрак» (2010) по роману Роберта Харриса. По сюжету картины, литературный негр в исполнении Юэна Макгрегора после странной смерти своего предшественника берётся за написание «автобиографии» недавно оставившего свой пост британского премьера Адама Лэнга, роль которого досталась Пирсу Броснану. Полански получил «Серебряного медведя» за лучшую режиссуру на 60-м Берлинском кинофестивале и шесть наград Европейской киноакадемии, в том числе за лучший фильм, режиссуру и сценарий. Этот фильм получил четыре премии «Сезар»: за лучшую режиссуру, адаптированный сценарий, монтаж и саундтрек. Критики усмотрели в фильме комментарий ко второй войне в Персидском заливе и намёк на неоднозначную политику Тони Блэра. Кинокритик Роджер Эберт включил фильм в десятку лучших фильмов 2010 года и заявил, что «этот фильм — работа человека, который знает, как режиссировать триллер. Ровный, спокойный, уверенный, он строит напряжение вместо того, чтобы полагаться на шок и экшен». Макгрегор после съёмок говорил о работе с Поланским: «Он легенда… Он великолепен, просто великолепен, и абсолютно оправдывает свою репутацию великого режиссёра».
На 68-м Венецианском кинофестивале состоялась премьера фильма «Резня» (2011) по пьесе Ясмины Реза «Бог резни». Тема фильма — встреча двух нью-йоркских супружеских пар, которые обсуждают ссору между своими сыновьями. В главных ролях снялись Кейт Уинслет, Кристоф Вальц, Джоди Фостер и Джон Райли. Фильм получил премию «Сезар» за лучший сценарий, однако мнения критиков по этому поводу разделились. Среди отзывов были похвала всему квартету актёров и упрёки вымученному сценарию. Уинслет после съёмок фильма говорила: «Роман — один из самых необыкновенных людей, которых я когда-либо встречала. Этому парню 77 лет. В нём есть что-то искрящееся. Он очень радостно относится к своей работе, и это заразительно». Отмечая стиль режиссуры, директор Нью-Йоркского кинофестиваля Ричард Пенья во время американской премьеры фильма назвал Поланского «поэтом маленьких пространств… всего в паре комнат он может создать целый мир, целое общество».
В 2012 году по заказу компании Prada Полански снял короткометражный фильм «Терапия» (англ. A Therapy) с Хеленой Бонем Картер и Беном Кингсли в главных ролях. Его премьера состоялась на 65-м Каннском кинофестивале.
На следующий год Полански представил фильм «Венера в мехах» по одноимённому роману Леопольда фон Захер-Мазоха, а точнее — по сценической адаптации романа Дэвида Айвза. Фильм снимался в Париже, с Эммануэль Сенье в роли проститутки и Матьё Амальриком в роли режиссёра, который медленно подчиняется воле девушки. За «Венеру в мехах» Полански был награждён премией «Сезар» как лучший режиссёр, получив похвалу за умный комментарий об отношениях между современными женщинами и мужчинами.
В 2017 году он снял фильм «Основано на реальных событиях» по роману Дельфины де Виган. По сюжету фильма, писательница в исполнении Эммануэль Сенье получает анонимные письма с угрозами за раскрытие информации о её ближайших родственниках в своём романе. Фильм получил смешанные отзывы, некоторые критики хвалили фильм за мастерскую работу оператора Павла Эдельмана, другие же, наоборот, называли фильм Полански худшим из вариантов мыльных опер. В этом году Полански должен был возглавить жюри кинопремии «Сезар», но на фоне полемики в обществе о давнем деле об изнасиловании отказался от предложения.
1 мая 2018 года, на волне тренда #MeToo, Роман Полански был исключён из Американской киноакадемии за «несоблюдение этических правил»; в 2019 году он предпринял попытку восстановить своё членство в киноакадемии через суд.
В 2019 году на 76-м Венецианском кинофестивале состоялась премьера фильма «Офицер и шпион», фильм рассказывал о деле Дрейфуса, самом известном судебном процессе Франции конца XIX века. Съёмки фильма проходили во Франции, а его бюджет составил 60 миллионов евро. Мировая премьера фильма состоялась на показе 30 августа 2019 года, где картину встретили стоячей овацией, а по итогам фестиваля «Офицер и шпион» был удостоен премии Большого жюри и награды ФИПРЕССИ. Критики отмечали мастерство, с которыми Полански в форме строгой процедурной драмы перенёс на экран многолетнюю историю обвинения офицера Альфреда Дрейфуса в государственной измене и его последующего оправдания, показав его с точки зрения менее известного персонажа — Мари-Жоржа Пикара, сыгравшего ключевую роль в реабилитации Дрейфуса. В то же время скандал вызвали промоматериалы к фильму, включавшие интервью Полански Паскалю Брюкнеру, в котором собеседники проводили параллели между делом Дрейфуса и биографией самого Полански: многие журналисты указывали на неуместность сравнения общепризнанно сфабрикованного процесса над Дрейфусом с делом Полански, признавшего вину в изнасиловании тринадцатилетней Геймер, а председатель фестивального жюри Лукресия Мартель отказалась присутствовать на посвящённом фильму гала-ужине. Во Франции «Офицер и шпион» получил три премии «Сезар», в том числе за лучшую режиссуру, что побудило некоторых зрителей преждевременно покинуть церемонию и осудить вердикт Академии киноискусств. Ни сам Полански, ни актёры и съёмочная группа фильма «Офицер и шпион» не присутствовали на церемонии награждения, проходившей в парижском зале Плейель. Полански заявил, что не будет подвергать себя «публичному линчеванию» из-за обвинений в изнасиловании, которые он отрицает. Отвечая на обвинения в сексуальном насилии, выдвинутые против него, он сказал: «Фантазии нездоровых умов теперь рассматриваются как доказанные факты». Это пятая победа Полански на «Сезаре» в номинации «Лучший режиссёр», что является рекордом для одного режиссёра; ранее он получал награду за фильмы «Тэсс», «Пианист», «Призрак» и «Венера в мехах».
Перед церемонией награждения Полански заявил, что не будет присутствовать на «Сезаре», так как заранее знает как «будет разворачиваться эта ночь». «Активисты уже угрожают мне…, некоторые объявили о проведении акций протеста перед Залом Плейель. Другие намерены сделать это платформой для обличения (руководящего органа). Это обещает быть больше похоже на симпозиум, чем на праздник кино». Полански заявил, что пропускает церемонию, чтобы защитить свою команду, а также жену и детей, которые «были вынуждены терпеть обиды и оскорбления». Ссылаясь на недавний скандал в СМИ, который привёл к массовой отставке членов совета «Сезар», Полански добавил: «Пресса и социальные сети представили наши 12 номинаций так, будто это подарки, преподнесённые нам советом директоров академии, как некий авторитарный жест, вынудивший их уйти в отставку. Это подрывает тайное голосование 4313 профессионалов, которые единолично определяли номинации, и более 1,5 миллиона зрителей, пришедших посмотреть кино». Несмотря на отсутствие Полански на церемонии награждения, его номинация и победа вызвали протесты из-за обвинений в изнасиловании, которые ему всё ещё предъявляются. Протестующие держали плакаты с лозунгами наподобие «Позор индустрии, которая защищает насильников». Полиция вступила в столкновения с протестующими, даже применив слезоточивый газ. Некоторые знаменитости, такие как Адель Энель, Ноэми Мерлан и Селин Сьямма, в знак протеста ушли с церемонии награждения. Многие другие знаменитости и феминистки выступили против Полански в интернете, например, французский феминистский коллектив NousToutes назвал победу «позорной», а Джессика Честейн написала в Твиттере: «I Fucking Stan» в связи с протестами. В то же время некоторые знаменитости выступили в его защиту, например, актрисы Фанни Ардан: «Когда я кого-то люблю, я люблю его страстно. И я очень люблю Романа Полански, очень… очень… Поэтому я очень рада за него. Понимаю, что не все с этим согласны, но да здравствует свобода!» — и Бриджит Бардо: «К счастью, Полански существует, и он спасает кино от бездарности! Я сужу о нём по его таланту, а не по его личной жизни! Я жалею, что никогда не снималась с ним!». Актёр Ламбер Вильсон тоже негативно высказался о кампании протеста против Полански, как и Изабель Юппер, которая заявила, что «линчевание — это форма порнографии». Кроме того, Саманта Геймер раскритиковала протесты как «очень оппортунистические» и сказала, что «если вы хотите изменить мир сегодня, вы делаете это, … требуя, чтобы люди несли ответственность сегодня, а не выбирая кого-то известного и думая, что если вы демонизируете его за то, что произошло несколько десятилетий назад, это как-то поможет защитить людей и изменить общество». В интервью, посвящённом продвижению фильма, Полански признался: «Я знаком со многими приёмами работы аппарата преследования, показанными в фильме… Я вижу ту же решимость отрицать факты и осуждать меня за то, чего я не делал. Большинство людей, которые меня преследуют, не знают меня и ничего не знают об этом деле».
В августе 2020 года суд отказал Поланскому в восстановлении его прав в Американской киноакадемии, в результате Полански вместе с семнадцатью другими деятелями кино был лишён своего почётного членства в общем собрании.
В 2021 году Полански начал работу над фильмом «Дворец», сценарий для которого он написал сам совместно с Ежи Сколимовским. Это чёрная комедия с такими актёрами как Фанни Ардан, Микки Рурк, Александр Петров. События развиваются в шикарном отеле на курорте в швейцарских Альпах в 1999 накануне Нового года. Премьера фильма состоялась в сентябре 2023 года на 80-м Венецианском кинофестивале.

## Личная жизнь
Первые серьёзные отношения у будущего режиссёра начались в 1949 году. Девушку звали Кристина Клодко, ей было четырнадцать лет (на пару лет младше, чем Полански), и она ещё училась в школе. Сорок лет спустя режиссёр описывал её «маленькую, высокую грудь» и «грацию балерины». Они расстались примерно через год, после чего Роман начал отношения со своей сокурсницей по Государственной средней школе изящных искусств. Её звали Ханка Ломницкая. Эти отношения быстро закончились из-за того, что Ломницкая не захотела спать с Полански. Будучи на третьем курсе Лодзинской киношколы, Полански начал встречаться с двадцатидвухлетней лыжницей Кикой Лелициньской. В рамках одного из заданий училища Роману и другим студентам были выданы фотоаппараты и было наказано «фотографировать всё, что они сочтут интересным», большую часть снимков Полански составляла обнажённая натура Лелициньской. Ежи Косинский вспоминал, что «их отношения были притчей во языцех», они то расставались, то сходились снова, но будучи свингерами, не возражали против интрижки партнёра на стороне, если последний честно признаётся. Во время съёмок фильма «Тупик» в 1966 году Полански встречался с американской актрисой Джилл Сент-Джон. В 1976 году Полански познакомился с пятнадцатилетней Настасьей Кински и провёл с ней ночь, после чего, по словам биографа Полански Кристофера Сэндфорда, у них был непродолжительный роман, сама же Кински говорила, что между ними был лишь флирт.

#### Брак с Барбарой Квятковской
В 1958 году Полански познакомился c молодой актрисой Барбарой Квятковской, которая на тот момент находилась в «зените славы». Они впервые встретились во время работы над фильмом «Ева хочет спать» (1958) Тадеуша Хмелевского. На момент их знакомства у Полански ещё были отношения с Лелициньской, но в последние месяцы они виделись уже реже. Свадьба Полански с Квятковской состоялась 9 сентября 1959 года. Барбара снялась в короткометражном фильме Полански «Когда падают ангелы» (1959). В 1961 году Полански попался в руки итальянский еженедельный журнал о кино, в котором он увидел фото своей жены на каком-то приёме в компании режиссёра Джилло Понтекорво, затем Роман получил от жены письмо, в котором было написано, что «ей нужно время подумать». Позже Квятковская рассталась с Понтекорво, но уже после завела новый роман с австрийским актёром Карлхайнцем Бёмом. На премьеру «Ножа в воде» в Варшаве она приехала с Бёмом. В итоге Квятковская подала на развод и «оформила отношения с Бёмом», супруги развелись в 1962 году.

#### Брак с Шэрон Тейт
Роман Полански познакомился с Шэрон Тейт на съёмках своего фильма «Бал вампиров». 20 января 1968 года в Челси пара поженилась. Свидетелями были Джин Гутовски и личный врач Полански Тони Гринберг, а подружкой невесты — Барбара Перкинс. Далее семейная пара переехала жить в Лос-Анджелес. За неделю до Рождества 1968 года Тейт узнала что беременна. Известно, что уже во время беременности Тейт у Романа были «короткие романы» с начинающей актрисой Лолой и с Мишель Филлипс, бывшей женой солиста группы The Mamas & the Papas Джона Филлипса. Поскольку Полански работал в Лондоне над триллером «День дельфина», Тейт сама вернулась в США, так как вскоре должна была родить ребёнка.
Вскоре после полуночи 8 августа 1969 года группа людей, связанных с сектой Чарльза Мэнсона, ворвалась на виллу супругов в Беверли-Хиллз. Тейт и её друзья: Войцех Фрыковский, Эбигейл Фолджер и Джэй Себринг были связаны и подвергнуты жестоким пыткам. В результате ножевых ранений и потери крови, на восьмом месяце беременности Тейт умерла вместе со своим будущим сыном, которому даже уже дали имя Пол Ричард. На входной двери кровью Тейт было написано слово «СВИНЬЯ» (англ. PIG), что изначально привело следствие к выводу, что убийство было ритуальным. Чарльз Мэнсон вместе с членами культа был арестован в конце 1969 года, предстал перед судом и в 1971 году был признан виновным в убийстве первой степени.
После смерти жены Полански пережил длительный период нервного срыва, усугубляемый растущими сенсационными сообщениями жёлтой прессы, обвиняющей режиссёра в преступлении, совершённом сектой Мэнсона. Позже Полански говорил, что его отсутствие в доме в ночь убийств — это то, о чём он больше всего сожалеет в жизни. Он писал в автобиографии: «Смерть Шэрон — единственный переломный момент в моей жизни, который действительно имеет значение», и прокомментировал, что её убийство изменило его личность с «безграничного, безмятежного моря ожиданий и оптимизма» на «укоренившийся пессимизм… вечную неудовлетворённость жизнью».
У Полански осталось негативное впечатление о прессе, которая, по его мнению, была заинтересована в сенсационном освещении жизни жертв и косвенно его самого, чтобы привлечь читателей. Он был шокирован отсутствием сочувствия в этих новостях:
Я давно знал, что журналист не может передать 100 процентов правды, но я не понимал, до какой степени правда искажается как намерениями журналиста, так и пренебрежением. Я имею в виду не только интерпретации того, что произошло; я также имею в виду факты. Репортажи о Шэрон и убийствах были практически преступными. Читая газеты, я не мог поверить своим глазам. Я не мог поверить своим глазам! Они обвиняли жертв в своих собственных убийствах. Я действительно презираю прессу. Я не всегда так считал. Пресса заставила меня презирать её.
Оригинальный текст (англ.)I had long known that it was impossible for a journalist to convey 100 percent of the truth, but I didn't realize to what extent the truth is distorted, both by the intentions of the journalist and by neglect. I don't mean just the interpretations of what happened; I also mean the facts. The reporting about Sharon and the murders was virtually criminal. Reading the papers, I could not believe my eyes. I could not believe my eyes! They blamed the victims for their own murders. I really despise the press. I didn't always. The press made me despise it.

Среди сенсационных заявлений журналистов были слухи о том, что Тейт и её друзья принимали наркотики, несмотря на то, что коронер объявил, что после вскрытия Тейт не было обнаружено никаких следов наркотиков или никотина.

#### Брак с Эмманюэль Сенье
Осенью 1984 года молодая начинающая актриса Эмманюэль Сенье, внучка актёра Луи Сенье, в поисках новой работы познакомилась с агентом, который устроил ей частное прослушивание у Полански. До этого Сенье никогда не слышала об этом режиссёре. На Полански тогда произвели впечатление красота и талант актрисы, позже он вспоминал: «Настоящая француженка — невозмутимая, хладнокровная и прекрасная. Конечно, в жизни Сенье не такая. Она очень славная». Сенье же, по её признанию, изначально не хотела соглашаться на свидание с Полански, так как думала, что «он попросту хочет меня трахнуть». Но всё же её подкупили его «почтительность и честность», «дело в душе, а душа у Романа прекрасная», — вспоминала Сенье. Пара поженилась 30 августа 1989 года. У них родилось двое детей — дочь Моргана (род. 1993) и сын Элвис (род. 1998). Моргана сыграла второстепенные роли в таких фильмах своего отца, как «Пианист», «Оливер Твист» и «Призрак». Наибольшую известность ей принесла роль принцессы Гизелы в телесериале «Викинги», а в 2016 году состоялся её режиссёрский дебют с короткометражным фильмом «Дублёр». Элвис Полански сыграл эпизодические роли в фильмах «Скафандр и бабочка» и «Резня». Близкий друг семьи говорил о супругах: «Эмманюэль была удивительной женщиной и самой большой любовью Романа после Шэрон Тейт».

### Уголовное преследование и обвинения в изнасилованиях
20 февраля 1977 года в рамках фотосессии по заказу журнала Vogue Hommes Полански познакомился с тринадцатилетней моделью Самантой Джейн Гейли (после замужества сменила фамилию на Геймер). Согласно показаниям Саманты, 10 марта 1977 года, во время фотосессии в особняке Джека Николсона на Малхолланд-Драйв в Лос-Анджелесе, Полански дал ей шампанское и наркотик «Кваалюд» (метаквалон), принудил её к оральному и анальному сексу, а затем отвёз её домой. 11 марта Полански задержали по подозрению в изнасиловании. 24 марта окружной прокурор Роджер Гансон предъявил ему обвинение по шести пунктам: изнасилование с применением наркотиков, извращение, нетрадиционный половой акт, непристойные действия сексуального характера и половой акт с ребёнком, не достигшим четырнадцати лет; предоставление несовершеннолетнему запрещённых веществ. Полански не признал себя виновным ни по одному из этих обвинений.
Во время судебного разбирательства, в котором судьёй был Лоуренс Дж. Риттенбанд, режиссёр и его адвокат предложили мировое соглашение, в соответствии с которым Полански признал бы себя виновным только в самом лёгком из пунктов обвинения. Адвокат Гейли согласился на урегулирование, но под давлением общественности Риттенбанд намеревался посадить Полански в тюрьму, по крайней мере, на короткое время. Режиссёр был взят под надзор куратора, ему также назначено обязательное психиатрическое обследование в тюрьме в Чино к югу от Лос-Анджелеса. 16 декабря 1977 года Полански попал в тюрьму, где провёл 42 дня. 29 января 1978 года он был освобождён, но через день после очередного судебного заседания он узнал от своего адвоката Дугласа Далтона, что Риттенбанд намеревался продлить тюремное заключение Полански ещё на 48 дней, а затем распорядиться о его высылке из страны. В это же время в прессе появились слухи, что Риттенбанд в своём загородном клубе хвастался, что посадит Полански «на 100 лет». 31 января, не дожидаясь приговора суда, Полански бежал из США в Великобританию (в Лондон), а позже, чтобы избежать экстрадиции, улетел во Францию, также он жил на территории Швейцарии и Польши. Впоследствии один из французских репортёров спросил его, каково это — быть беженцем, Полански пожал плечами и ответил: «Давно привык. Я был беженцем всю свою жизнь».
После смерти Риттенбанда в 1993 году Полански согласился выплатить Геймер компенсацию в размере 500 000 долларов, однако нет никаких доказательств того, что он действительно выплатил какую-либо компенсацию. В начале мая 2009 года суд Лос-Анджелеса отклонил ходатайство Полански о прекращении дела.
14 мая 2010 года британская актриса Шарлотта Льюис заявила, что режиссёр дважды подверг её насилию во время съёмок фильма «Пираты» в 1983 году, когда ей было 16 лет. 26 сентября 2017 года немецкая актриса Ренате Лангер сообщила швейцарской полиции, что она была изнасилована Поланским в 1972 году, когда ей было 15 лет. В ноябре 2019 года французская актриса Валентин Монье засвидетельствовала, что в 1975 году, когда ей было 18 лет, она подверглась избиению и сексуальному насилию со стороны режиссёра.

#### Решения по экстрадиции в Швейцарии и Польше
В сентябре 2009 года Роман Полански прибыл в Швейцарию, чтобы получить награду за свою режиссёрскую деятельность. Организаторы кинофестиваля в Цюрихе заявили, что кинорежиссёр 26 сентября 2009 года был арестован полицией по ордеру, выданному в США и датированному 1978 годом, а также на основании международного ордера на арест 2005 года. Поскольку Полански признал вину и скрылся от суда, согласно американским законам, принцип давности на него не распространяется.
Министр культуры Франции Фредерик Миттеран заявил, что поражён арестом Полански. В коммюнике министерства говорилось, что Миттеран сожалеет об аресте режиссёра, и французский министр «с изумлением узнал о действиях против Романа Полански — кинорежиссёра с мировым именем и французского гражданина, который задержан в Швейцарии», — сообщалось в документе.
Несколько десятков известных кинематографистов подписали обращение в поддержку Поланского. В их числе Вуди Аллен, Дэвид Линч, Мартин Скорсезе, Вим Вендерс, Даррен Аронофски, Терри Гиллиам, Педро Альмодовар и др. Актрисы Фанни Ардан и Моника Беллуччи тоже выразили своё сожаление по поводу ареста Полански. Главы внешнеполитических ведомств Франции и Польши заявили, что намерены обратиться к президенту США Бараку Обаме с тем, чтобы тот помиловал Полански и закрыл уголовное дело в отношении него. Губернатор Калифорнии Арнольд Шварценеггер отказался помиловать режиссёра. Апелляционный суд Лос-Анджелеса также отказался закрыть дело Полански.
Во время нахождения режиссёра под арестом на Берлинском кинофестивале состоялась премьера его нового фильма «Призрак»; фильм был удостоен «Серебряного медведя» за лучшую режиссуру. 12 июля 2010 года власти Швейцарии отказали американскому правительству в экстрадиции Полански в США и освободили режиссёра из-под домашнего ареста.
В конце 2013 года Саманта Геймер опубликовала свой взгляд на изнасилование в автобиографии «Девушка: Жизнь в тени Романа Полански». В конце октября 2014 года власти США связались с польскими официальными лицами, когда Полански присутствовал на открытии еврейского музея в Варшаве. Режиссёр был допрошен прокурорами в Кракове и освобождён. 30 октября заместитель министра иностранных дел Польши Рафал Тшасковский заявил, что Польша не видит оснований для задержания Романа Полански и передачи его властям США. Ещё в 2010 году генеральный прокурор Польши заявил, что по польскому законодательству с момента преступления прошло слишком много времени, чтобы Полански мог быть экстрадирован. 25 февраля 2015 года Полански явился в польский суд на слушание по запросу США об экстрадиции. Судья назначил ещё одно слушание, которое должно состояться в апреле или раньше, чтобы дать время на изучение документов, прибывших из Швейцарии. 30 октября 2015 года польский судья Дариуш Мазур отклонил запрос США о выдаче Полански. По словам судьи, разрешение вернуть Полански американским правоохранительным органам было бы «явно незаконным» действием, лишающим режиссёра свободы. Его адвокаты утверждали, что экстрадиция нарушит Европейскую конвенцию по правам человека. Полански имеет двойное гражданство — Польши и Франции. Судом принималось во внимание, что сама потерпевшая, став взрослой, неоднократно требовала снять обвинения с режиссёра. «Как указывается в ходатайстве, уголовное преследование режиссёра следует прекратить, так как предполагаемая потерпевшая испытывает слишком большое давление со стороны общественности». 6 декабря 2016 года Верховный суд Польши постановил отклонить апелляцию, поданную польским министром юстиции Зиобро, и оставить в силе постановление от октября 2015 года. 17 августа 2017 года судья Высшего суда округа Лос-Анджелес Скотт Гордон отклонил ходатайство Саманты Геймер о прекращении дела против Полански.

## Режиссёрский метод
«Ты должен удовлетворить аудиторию, но оставить её слегка голодной, чтобы ей хотелось ещё. Сегодня фильмы пытаются объяснить абсолютно всё, и к концу это становится скучно».
В 1976 году в интервью для издания Polityka Полански говорил: «Я люблю кино, я люблю все виды фильмов, я хотел бы снимать вестерны, полицейские и психологические фильмы…». Режиссёр специализируется прежде всего на жанровом кино, и главной отличительной чертой его фильмов, по мнению историка кино Гражины Стаховны, является «внешняя игра режиссёра со зрителями, касающаяся его биографической легенды». Далее польский киновед упоминает и другие особенности фильмов Полански: элемент ужаса, возникающий из имитации работ Альфреда Хичкока, стремление главных героев изолироваться от общества и прогрессирующие психические расстройства, демонстрация механизмов подчинения слабых людей людям, которые умственно намного сильнее, и, наконец, склонность к гротеску. Дэвид Томсон также заявил, что Полански сосредоточился в первую очередь на демонстрации проявлений «отчуждения и враждебности» по отношению к другому человеку, что приводит к насилию, которое проявляется «скрытно, с сожалением или даже комично». Чёрный юмор — одна из значительных отличительных черт творчества Полански, которая «может принять ироническое, чрезвычайно комичное отношение к высшей и, как он выражается, неизбежной проблеме человечества — вечному насилию и злу, взращённому (этим человечеством)».
Джошуа Кляйн перечисляет такие отличительные черты творчества Полански, как «мастерское повествование» и тщательный психологический анализ. А Пол Вернер добавляет, что отличительными чертами режиссёрской работы являются «клаустрофобная теснота основной обстановки» и «беспокойная атмосфера подозрительности и недоверия». Сам режиссёр говорил, что любит «решать сложные задачи» и снимать фильмы в замкнутых пространствах — «Мне интересно подобное». По словам Джессики Винтер, в мире кино Полански «сильные люди питаются слабыми… или, реже, именно слабые люди чувствуют угрозу, которая существует только в их обеспокоенном уме». Сам Полански известен диктаторским поведением с актёрами на съёмочной площадке, доводя их «до предела физической и душевной выносливости». В своих фильмах режиссёр использовал длинные прямые кадры, чтобы актёры больше раскрывались перед камерой. При подборе актёров на роль он старается найти таких людей, в ком сочеталось бы «искусство быть расслабленным и сосредоточенным одновременно». Полански предпочитает снимать в павильонах, так как считает, что там он может добиться лучшего результата. Начиная с «новой волны», режиссёры стали избегать съёмок в студии под предлогом того, что это «фальшь»; по мнению Полански, съёмки в декорациях, наоборот, делают фильм более красивым «при условии того, что мы действительно этого хотим». Неправдоподобность при съёмках в павильонах может быть вызвана исключительно «неспособностью некоторых команд придать декорациям достоверность», — считает Полански. По словам Кристофера Сэндфорда, уникальная атмосфера фильмов Полански «во многом объясняется операторской работой: камера постоянно в движении, скользит от актёра к актёру, из комнаты в комнату». Также Сэндфорд писал, что «Роман никогда не требовал от тебя того, чего не мог бы сделать сам. Его талант руководителя и потребность быть лидером во всём просто поражали». Сам же Полански говорил, что «нет ничего ужаснее, чем снимать кино в театральной манере». Камера как невидимый свидетель происходящего всегда должна находиться в движении, а актёры не должны читать свой текст, они должны «импровизировать».
Полански каждый раз проводит тщательную проработку сценария вплоть до удаления из него «лишних букв», по словам режиссёра, «все эти „ах“, „ну“ и „ага“ — полное дерьмо». Для Полански эти частицы и междометия являются лишь ухищрениями, призванными имитировать разговорный язык в неправдоподобных диалогах. К подобным лишним словам он также относит «ну тогда» и «да ты что!», считая, что хороший диалог должен обходиться без «подобного мусора». В то же время Полански редко сам пишет сценарии, только в соавторстве, он говорил, что считает работу сценариста настоящим «мучением».